# رود بلک (اوهایو)
رود بلک (اوهایو) (به انگلیسی: Black River (Ohio)) رودی است که در ایالات متحده آمریکا جریان دارد.